# Helgoland Airlines
Helgoland Airlines var et flyselskab med basis på Flugplatz Wilhelmshaven-Mariensiel. Helgoland Airlines var et mindre flyselskab med mindre fly.

## Flytyper
- 1 Cessna 404 Titan (D-IORE)
- 1 Britten-Norman BN-2 Islander (D-IORF)

## Destinationer fra Dynen
Nordholz–Wilhelmshaven 
Nordholz–Hamborg
|                            | Om Flyselskabet   |                   |
| -------------------------- | ----------------- | ----------------- |
| Navn, Helgoland Airlines   | Ejer, Moto        | Hub, Düne Airport |
| Andre Hubs, Bremen Airport | København Kastrup | München           |